# 伊藤恵
伊藤 恵（いとう けい、1959年1月6日- ）は、日本のピアニスト。東京芸術大学音楽学部器楽科教授、桐朋学園大学特任教授。

## 人物・略歴
愛知県名古屋市出身。桐朋女子高等学校、ザルツブルク・モーツァルテウム音楽大学、ハノーファー音楽大学で学ぶ。有賀和子、ハンス・ライグラフに師事。
1983年、ミュンヘン国際音楽コンクール・ピアノ部門で優勝し、バイエルン国立管弦楽団と共演（指揮・ヴォルフガング・サヴァリッシュ）。

シューマンを非常に愛好しており、しばしばそれを公言している。かつてNHK番組のインタビューで「シューマンは恋人」と語ったこともあった。
フォンテック・レーベルに多くのCD録音を残している。その中には「シューマニアーナ」と題された、シューマンの全ピアノ作品録音も残されている（これは1987年から2007年にかけて、CD13枚にわたって録音されたものである）。
ジャン・フルネの指揮活動引退コンサートにてソリストを務め、東京都交響楽団とモーツァルトのピアノ協奏曲第24番を演奏した。

## ラジオ出演
- バックハウス変奏曲〜名盤を通して知る大芸術家シリーズ（2019年12月2日〜5日、NHK-FM）